# 柴原慶一
柴原 慶一（しばはら けいいち、1964年10月9日 - ）は、日本の起業家、実業家、医師。株式会社アンビスホールディングスの創業者・代表取締役社長 兼 CEO。
愛知県名古屋市出身。東京都港区在住。

## 経歴

### 生い立ち
1964年、愛知県名古屋市生まれ。東海中学・高校を卒業。
1983年、名古屋大学医学部へ入学。両親の強い勧めで地元の医学部に進学するも、真の興味や人生の目標を見出だせないでいたことに虚無感を抱き、医学部５年生への進級時、１年間休学し米国を遊学。遊学時の様々な体験を通して、人生において大きな志や情熱をもつことこそ重要と強く意識するに至る。
1990年、名古屋大学医学部を卒業し、医師免許を取得。その後１年間、名古屋市内の名鉄病院にて臨床研修。

### 研究者時代
1991年、京都大学大学院医学研究科へ進学。その後20年間に及ぶ研究者人生の出発点となる。恩師である本庶佑教授（2018年、ノーベル生理学・医学賞受賞）より薫陶を受ける。また、がんの闘病生活を送りながらも人並外れた情熱で研究を続ける沼正作教授を目の当たりにして驚愕する。この時期、後にがん治療の新時代を切り拓くことになる免疫チェックポイント阻害剤「オプジーボ」の開発に繋がるPD-1発見の論文の著者のひとりとなる。1994年4月、同助手。
1996年〜2000年、米国コールド・スプリング・ハーバー研究所（Cold Spring Harbor Laboratory）においてBruce Stillman所長の元で研究員。
「留学奨学金の100万円をワインと為替と株式投資によって僅か１年余りで２億円にまで増やし、生活費を稼いだ。また、このことにより起業家精神が育まれた。」とされている。
2000年9月〜2010年3月、科学技術振興事業団（現科学技術振興機構）や国立遺伝学研究所においてPrincipal Investigatorとして分子生物学の研究に専念。研究テーマは遺伝情報の複製機構の解明。
最も充実した研究生活を送っていた1999年（36歳の頃）より、研究者から実業家へ転身することを考え始めたという。「時流は自分で創るものである。時流を予想しようとした時点で、私は研究者としては落第者だった」と述懐している。研究者であり続けるか、新たな挑戦として実業家を目指すか迷っていた自分に勇気を与えたのは、「人生に第二章があっても良い」の言葉であったとされる。また、研究室を主宰する立場にあり、様々な支援も受け、大学院生など若い研究者の指導をする立場にあったことから、「実業家になるという思いを実行に移すまでには、5年ほどの準備期間を必要とした。それはなかなか苦しい時間でもあった。」と自らの著書で述懐している。

### 実業家時代
2010年3月、生命科学者としての研究人生に幕を閉じ、実業家へキャリアチェンジ。事業テーマを「医療過疎地における医療再生・活性化」と定め、このテーマに係る事業仮説を実証するため岩手県へ移住。やるべきことをテーマとして捉え、達成に向け直感ベースの仮説を立て、頭の中で検証を繰り返し実行に移す。この研究者の仮説検証思考プロセスが、事業家に通じると後に語っている。一方で、岩手県でのアイデアの実践には苦労がともない、最初は「どこに行っても相手にされませんでした。」と述懐している。
2010年、閉鎖予定の県立病院の病床部分を町民らとともに特別養護老人ホームに転換するプロジェクトに参画。7月、社会福祉法人大迫を設立し、評議員となる。2012年7月、特別養護老人ホーム結いの里を開設し、プロジェクトを成功させる。
2011年3月、東日本大震災の被害に遭うも、精力的に復興支援活動と社会事業活動に取組む。
2012年1月、岩手県陸前高田市で被災した方のご遺族より、医療法人大町クリニックを譲り受け、理事長となる。
2013年8月、自ら岩手県花巻市に社会福祉法人感謝の心を設立し理事長となる。「活動を通じて地域の人々と心通う交流をするのが純粋に楽しかった一方で、実業家としての焦りや埋没感があった」と語っている。
2013年、三重県名張市の医療法人福慈会の経営再生に関わる機会を得て、9月、理事長となる。「チャンスが巡ってきた」と挑戦の場を名張市に移した。
2013年9月、株式会社アンビス設立。2014年5月、医療法人福慈会が経営する病床を転換。それまでの構想をモデル事業として開始。最初は一種の「社会実験だった」と後に語っている。
2016年10月、株式会社アンビスホールディングスを設立し、代表取締役社長。
2019年10月9日、株式会社アンビスホールディングスが東証JASDAQ（スタンダード）市場へ上場。
2020年3月、株式会社明日の医療を設立し、代表取締役社長。
2021年8月、フォーブス誌にビリオネアとして紹介される。東海中学・高校のサタデープログラムにおいて、研究者を援助する財団をつくるのが目標。「自分の熱い志を忘れなければ、人生ははるかにexcitingなものになる」と語っている。
仕組みのイノベーションにより医療を変え社会を変え、100年続くカンパニーを目指す。
2022年3月、公益財団法人柴原慶一財団と公益財団法人柴原医療福祉財団を設立。「今も研究者になった時の志を失っていない。間接的にでも科学の発展に寄与したい。」と語っている。
2022年4月、米経済紙フォーブスが2022年4月5日に発表した「世界長者番付2022」において、保有資産額は16億米ドル（世界1818位）。
2022年12月、経済紙「経済界」が発表する第47回経済界大賞・ベンチャー経営者賞を受賞。 NewsPicsが発表する2022年スタートアップ起業家「億万長者ランキング100」において、１位にランクされる。 
2023年3月14日、株式会社アンビスホールディングスが東証プライム市場へ市場区分変更。
2024年4月　母校の名古屋大学に「柴原慶一基金」を設立し、学部学生の海外留学を支援。華麗に見える経歴だが「学生の頃は迷ってばかりだった」、1年間の短期留学の経験が「人生を変えた」と述べている。

## 著書
- 『医療難民を救う 「在宅型医療病床」』（2018年8月、幻冬舎）ISBN 9784344917767